# Asesinato de Alfredo Vracko
El asesinato de Alfredo Vracko ocurrió el 19 de noviembre de 2015 en el distrito de Inambari, provincia de Tambopata en la región de Madre de Dios (Perú), al recibir tres disparos de bala por parte de personas involucradas con la minería ilegal de la zona.

## Contexto

### Biografía de Alfredo Vracko
Alfredo Ernesto Vracko Neuenschwander, conocido como Don Alfredo y llamado en algunos medios "el Protector del Bosque", fue un activista ambiental peruano y pequeño empresario asesinado en el año 2015 a manos de personas vinculadas a la actividad minera ilegal de su región. Don Alfredo buscaba reforestar y conservar los bosques amazónicos de Madre de Dios, a través del uso sostenible de la madera. En vida trabajó en la reforestación de unas 2543 hectáreas de suelo que su padre Alfredo Vracko adquirió como concesión del Estado peruano, continuando con el legado. Además, en la presente área fue donde se criaron Alfredo y sus 5 hermanos, siendo Alfredo el único que decidió mantener el proyecto extractivo.

### Minería ilegal en Madre de Dios

Región de Madre de Dios

El problema de la minería ilegal se ha expandido en la zona desde hace más de una década. La actividad minera en esta región se basa principalmente en la extracción de oro de forma irregular, lo cual ha ocasionado un gran desastre ecológico y pérdida de la biodiversidad. Se reconoció, al 2015, que 50 mil hectáreas de bosques habían sido arrasadas y que gran parte de los ríos han sido afectados por mercurio y cianuro, insumos que se utilizan en la actividad extractiva. Esto representa un hecho grave, puesto que dentro de la región están presentes diversas áreas naturales que resguardan flora y fauna local como: el Parque nacional del Manu, la Reserva nacional Tambopata, junto al Parque nacional Bahuaja Sonene, y forman parte del Corredor de Conservación Vilcabamba Amboro.
Además del problema medioambiental, ligados a la actividad minera ilegal también existen problemas socioculturales relacionados con la actividad, como lo son la trata de personas, la explotación laboral, el asesinato de defensores ambientales y la afectación a los medios de vida de las comunidades indígenas del lugar. Solo en trata, al 2021, se registró una cifra de 101.61 por mil habitantes, siendo gran parte de los afectados menores de edad.

### Problemática de vulneración hacia defensores en el Perú
Según de la Coordinadora Nacional de Derechos Humanos, solo en el último periodo presidencial se registraron 51 asesinatos a defensores, entre los que se señalan como responsables a la PNP, a las FF.AA. y a personas involucradas en el sicariato. Además, existen otro tipo de vulneraciones hacia líderes y lideresas por defender los derechos humanos, por solicitar procesos transparentes en implementación de proyectos extractivos o por oponerse a una actividad ilegal en la zona.
Entre las formas de amedrentamiento hacia defensores están: formas de violencia física y verbal, acoso y hostigamiento, y la criminalización. A ello también se suma el lento procesos de garantías y protección hacia la integridad de quienes denuncian, a pesar de existir un mecanismo que ampara a los defensores del medio ambiente (Decreto Supremo n.° 004-2021).

## Asesinato de Alfredo Vracko
El asesinato del activista ambiental no fue espontáneo, sino que recibía constantes amenazas por parte de personas involucradas en el sector minero ilegal, sobre todo tras la creación de FEFOREMAD, una agrupación de artesanos de la madera que protege las concesiones forestales en la zona de La Pampa. Dentro del área de aproximadamente 2543 hectáreas de sus Padres, con la finalidad de producir madera de forma sostenible y utilizando la reforestación como forma de conservación. A partir de ello, impulsó una forma de emprendimiento que brindaba trabajo formal a los locales y cuidaba la diversidad ambiental de la zona. Debido a su gran interés por la actividad de conservación y reforestación, fundó la Asociación de Extractores Forestales de la Pampa.
Sin embargo, los problemas empezaron después del 20 de junio del 2007, fecha en la que denunció por primera vez la presencia de mineros ilegales en su concesión, ante el Gobierno Regional y ante el Organismo de Supervisión de los Recursos Forestales y de Fauna Silvestre (OSINFOR). No obstante, al parecer la inacción de las autoridades fueron detonantes de los hechos que desencadenaron su deceso, pues a pesar de la denuncia realizada, no se prestó prioridad de atención a la problemática que Vracko estaba viviendo. Es en febrero del 2011 que se retoman los amedrentamientos contra el defensor, debido a que uno de sus hermanos, Godfrid Vracko (Hermano del difunto), intentó invadir junto a otros 30 mineros parte de su concesión en una disputa aun abierta con respecto a la tenencia del área; fracasando en la toma, debido a que más 200 reforestadores y agricultores de la zona salieron en defensa del territorio. Las amenazas hacia el líder ambiental, se reinician en el 2014, Alfredo había sido notificado sobre la presencia de nuevos invasores en terrenos de su concesión, por lo que volvió a denunciar sobre la presencia de actividad minera ilegal dentro de su territorio, pero esta vez lo hizo hacia la Fiscalía Ambiental y a causa de ello empieza a recibir amenazas cada vez más constantes de una persona reconocida como "Chaval".
El día del suceso Alfredo y su familia tenían programada, a las 7 de la mañana, la destrucción de las máquinas de los mineros ilegales, la cual se iba a desarrollar junto a representantes de la Fiscalía del Ambiente, la Dirección Forestal y la Policía Nacional, pero debido a la ausencia del representante de la Dirección Regional de Minería, esta diligencia se postergó. Don Alfredo se encontraba en su casa, junto a sus trabajadores, esperando la llegada de su hijo, cuando a su casa entraron personas encapuchadas con el objetivo de asesinarlo, le dispararon tres veces cuando intentaba huir hacia su cuarto para resguardarse.Fue hallado caído en la carretera Interoceánica, aparentemente por la acción de mineros de oro.
Actualmente, son su hijo Freddy Vracko y su hermano Godfrid "Puby" Vracko los que siguen buscando justicia por la muerte de Alfredo. Freddy ha mencionado constantemente que en el caso de su padre solo hay impunidad y ha denunciado que los trámites en el caso de su padre han sido irregulares, un ejemplo de ello, es que las personas inicialmente detenidas como cómplices del asesinato de su padre pasaron por la Dirección Nacional de Investigación Criminal (DIRINCRI) pero fueron liberadas y hasta la fecha no se encuentra al principal culpable del crimen. 